# Collegio uninominale Emilia-Romagna - 05 (Camera dei deputati 2020)
Il collegio elettorale uninominale Emilia-Romagna - 05 è un collegio elettorale uninominale della Repubblica Italiana per l'elezione della Camera dei deputati.

## Territorio
Come previsto dalla legge n. 51 del 27 maggio 2019, il collegio è stato definito tramite decreto legislativo all'interno della circoscrizione Emilia-Romagna.
È formato dal territorio di 32 comuni della città metropolitana di Bologna: Alto Reno Terme, Borgo Tossignano, Camugnano, Casalecchio di Reno, Casalfiumanese, Castel d'Aiano, Castel del Rio, Castel di Casio, Castel Guelfo di Bologna, Castel San Pietro Terme, Castiglione dei Pepoli, Dozza, Fontanelice, Gaggio Montano, Grizzana Morandi, Imola, Lizzano in Belvedere, Loiano, Marzabotto, Monghidoro, Monte San Pietro, Monterenzio, Monzuno, Mordano, Ozzano dell'Emilia, Pianoro, San Benedetto Val di Sambro, San Lazzaro di Savena, Sasso Marconi, Valsamoggia, Vergato e Zola Predosa e di 7 comuni della provincia di Modena: Castelvetro di Modena, Guiglia, Marano sul Panaro, Savignano sul Panaro, Spilamberto, Vignola e Zocca.
Il collegio è parte del collegio plurinominale Emilia-Romagna - 02.

## Eletti
| Elezione | Elezione | Deputato       | Partito      |
| -------- | -------- | -------------- | ------------ |
|          | 2022     | Angelo Bonelli | Europa Verde |

## Dati elettorali

### XIX legislatura
Come previsto dalla legge elettorale, 147 deputati sono eletti con sistema a maggioranza relativa in altrettanti collegi uninominali a turno unico.
| Candidati                                 | Candidati                | Voti    | %     | Liste                                                | Voti    | %     |
| ----------------------------------------- | ------------------------ | ------- | ----- | ---------------------------------------------------- | ------- | ----- |
|                                           | Angelo Bonelli ✔️ Eletto | 89 985  | 38,32 | Partito Democratico-IDP                              | 72 149  | 30,73 |
| Alleanza Verdi e Sinistra                 | Angelo Bonelli ✔️ Eletto | 89 985  | 38,32 | 9 721                                                | 4,14    |       |
| +Europa                                   | Angelo Bonelli ✔️ Eletto | 89 985  | 38,32 | 7 315                                                | 3,12    |       |
| Impegno Civico - Centro Democratico       | Angelo Bonelli ✔️ Eletto | 89 985  | 38,32 | 800                                                  | 0,34    |       |
|                                           | Benedetta Fiorini        | 84 039  | 35,79 | Fratelli d'Italia                                    | 55 806  | 23,77 |
| Lega per Salvini Premier                  | Benedetta Fiorini        | 84 039  | 35,79 | 15 484                                               | 6,59    |       |
| Forza Italia                              | Benedetta Fiorini        | 84 039  | 35,79 | 11 712                                               | 4,99    |       |
| Noi moderati/Lupi - Toti - Brugnaro - UDC | Benedetta Fiorini        | 84 039  | 35,79 | 1 037                                                | 0,44    |       |
|                                           | Lorenza D'Amato          | 24 222  | 10,32 | Movimento 5 Stelle                                   | 24 222  | 10,32 |
|                                           | Mara Mucci               | 20 447  | 8,71  | Azione - Italia Viva - Calenda                       | 20 447  | 8,71  |
|                                           | Stefania Chiappe         | 4 289   | 1,83  | Italexit                                             | 4 289   | 1,83  |
|                                           | Angelo Giuseppe Cordaro  | 3 761   | 1,60  | Italia Sovrana e Popolare                            | 3 761   | 1,60  |
|                                           | Alessandro Bernardi      | 3 688   | 1,57  | Unione Popolare                                      | 3 688   | 1,57  |
|                                           | Cristina D'Onofrio       | 2 762   | 1,18  | Vita                                                 | 2 762   | 1,18  |
|                                           | Patrik Palumbo           | 1 428   | 0,61  | Partito Animalista Italiano – UCDL – 10 Volte Meglio | 1 428   | 0,61  |
|                                           | Antonino Ciancimino      | 183     | 0,08  | Noi di Centro – Europeisti                           | 183     | 0,08  |
| Totale                                    | Totale                   | 234 804 | 100   |                                                      | 234 804 | 100   |
|                                           |                          |         |       |                                                      |         |       |
| Schede bianche                            | Schede bianche           | 3 345   | 1,37  |                                                      |         |       |
| Schede nulle                              | Schede nulle             | 6 267   | 2,56  |                                                      |         |       |
| Votanti                                   | Votanti                  | 244 416 | 73,72 |                                                      |         |       |
| Elettori                                  | Elettori                 | 331 566 |       |                                                      |         |       |